# Hidasnémeti
Hidasnémeti är en ort (by) i provinsen Borsod-Abaúj-Zemplén i nordöstra Ungern. Orten har 1 000 invånare (2024), på en yta av 16,07 km². Den ligger nära gränsen till Slovakien, cirka 55 kilometer nordost om Miskolc.